# Huanggang (sockenhuvudort i Kina, Jiangxi Sheng, lat 28,48, long 114,54)
Huanggang är en sockenhuvudort i Kina. Den ligger i provinsen Jiangxi, i den sydöstra delen av landet, omkring 130 kilometer väster om provinshuvudstaden Nanchang. Antalet invånare är 9 421. Befolkningen består av 4 602 kvinnor och 4 819 män. Barn under 15 år utgör 21,0 %, vuxna 15-64 år 69 %, och äldre över 65 år 9,0 %.
Runt Huanggang är det ganska tätbefolkat, med 139 invånare per kvadratkilometer. Närmaste större samhälle är Fangxi, 17,9 km sydost om Huanggang. I omgivningarna runt Huanggang växer i huvudsak blandskog.
Genomsnittlig årsnederbörd är 2 214 millimeter. Den regnigaste månaden är maj, med i genomsnitt 382 mm nederbörd, och den torraste är oktober, med 45 mm nederbörd.